# Maximilian Boehm
Maximilian („Max“) Roland Boehm (* 6. August 1859 in Wenden (Livland); † 8. Oktober 1944 in Gotenhafen) war ein deutschbaltischer Pädagoge.

## Leben
Der aus Württemberg gebürtige und als Kreisschulinspektor in Wenden beschäftigte Vater Christian Boehm war mit der aus Mitau stammenden Emilie Reimers verheiratet. Maximilian Boehm besuchte das Hollandersche Gymnasium in Birkenruh bei Wenden, studierte von 1877 bis 1883 Philologie an der Kaiserlichen Universität Dorpat mit dem Abschluss als Kandidat und erhielt die goldene Preismedaille. Nach weiteren Studien in Leipzig und Straßburg war er von 1885 bis 1892 Oberlehrer am Landesgymnasium Birkenruh, nach dessen Schließung Lehrer in Dorpat, wo er in der Gelehrten Estnischen Gesellschaft als Bibliothekar und Sekretär, später als korrespondierendes Mitglied tätig war. 1902 übernahm er eine Stelle als Oberlehrer in Saarburg (Lothringen), von 1904 bis 1914 in Gebweiler (Elsass) und von 1914 bis 1919 in Straßburg. Von 1921 bis 1923 war er im Reichsministerium des Inneren beschäftigt, seit 1924 im Ruhestand. Er arbeitete dann in verschiedenen deutschbaltischen Organisationen in Deutschland mit, seit 1927 als Vorsitzender des Baltischen Vertrauensrates. Seit 1943 lebte er in Gotenhafen. Sein ältester Sohn war Max Hildebert Boehm.

## Veröffentlichungen
- Lettische Schwänke und verwandte Volksüberlieferungen. Aus dem Lettischen übersetzt und mit Anmerkungen versehen. F. Kluge, Reval 1911; Nachdruck Hannover 1973
- Die Letten. Fritz Würth, Berlin 1917 (Band 4 der Reihe „Kurland in der Vergangenheit und Gegenwart“; Digitalisat der 3. Auflage in der LNB)
- Lettisch-litauische Volksmärchen. Eugen Diederichs, Jena 1924 (Band 27 der Reihe „Die Märchen der Weltliteratur“)